# Expressway 120 (Südkorea)
Der Expressway 120  (kor. 경인 고속 도로, Gyeongin Gosok Doro) ist eine Schnellstraße in Südkorea. Die Autobahn verbindet die Stadt Incheon mit der Hauptstadt Seoul. Sie ist 24 Kilometer lang.

## Straßenbeschreibung
Die Autobahn beginnt im Hafen von Incheon, einer Stadt mit 2,6 Millionen Einwohnern. Sie hat hier 2 × 3 Fahrspuren und verläuft durch Incheon zunächst im Norden und später dann abzweigend in Richtung Osten. Der Weg führt dann durch den Norden der Stadt und überquert auf der Ostseite von Incheon den Expressway 100, die Ringautobahn von Seoul. Die Autobahn führt dann durch Bucheon, einer Vorstadt von Incheon. Die Autobahn hat östlich des Expressway 100 2 × 4 Fahrspuren. Das Stadtgebiet von Bucheon geht nahtlos in das von Seoul über. Die Autobahn endet an der Westseite von Seoul in der Nähe einer Stadtautobahn, die in die Stadt führt.

## Geschichte
Der Bau der Autobahn begann am 24. März 1967 und der erste Abschnitt wurde am 21. Dezember 1968 eröffnet, um den Hafen zu entlasten. Im Jahr 1969 und 1973 wurde der zweite Teil eröffnet, so dass eine durchgehende Autobahn durch Incheon entstand. In den Jahren 1992 und 1993 wurde das Ausbauprojekt von Bucheon nach Seoul abgeschlossen, so dass die Autobahn auf 2 × 4 Fahrstreifen erweitert wurde. Am 17. Dezember 1998 wurde der Teil bei Incheon erweitert, auf 2 × 3 Fahrspuren.

## Eröffnungsdaten der Autobahn
| von     | nach  | Länge | Datum      |
| ------- | ----- | ----- | ---------- |
| Gajwa   | Seoul | 18 km | 21.12.1968 |
| Incheon | Gajwa | 6 km  | 21.07.1969 |

## Verkehrsaufkommen
Es liegen noch keine Daten über das Verkehrsaufkommen vor.

## Ausbau der Fahrbahnen
| von            | nach           | Länge | Fahrspuren |
| -------------- | -------------- | ----- | ---------- |
| Incheon        | Expressway 100 | 18 km | 2 × 3      |
| Expressway 100 | Seoul          | 6 km  | 2 × 4      |